# グリーン建築推進協議会
グリーン建築推進協議会（グリーンけんちくすいしんきょうぎかい、Green Construction Propulsion Conference）は、一般社団法人全国古民家再生協会の前身の団体であり、日本の建築関係者による任意団体である。「古民家再生協会全国連絡会議」の副名称を持つ。

## 概要
2011年2月17日設立。
財団法人職業技能振興会より認可を受ける「古民家再生協会」・「木の住まい支援協会」が都道府県ごとに設立されており、これらの団体によって構成された組織である。協議会を構成する団体は古民家鑑定士を会員として組織し、古民家や伝統的な街並みの保存修復・維持と、良質な民家廃材の再利用を通じた環境保全への寄与を活動目的としている。
2011年7月に当協議会が認定する「グリーン建築」の第一号となる3種類の住宅の発売を発表した。
法人化に伴い2015年3月20日に後継の一般社団法人全国古民家再生協会が設立された。
- 名称：グリーン建築推進協議会
- 所在：東京都新宿区西早稲田2丁目20番10

- 事務局：一般社団法人住まい教育推進協会
  - 所在地
    - 東京事務局： 東京都新宿区西早稲田2丁目20番10
    - 愛媛事務局： 愛媛県松山市大可賀2丁目1番28号　愛媛国際貿易センター内